# Charles Le Moyne
Charles Le Moyne, barone de Longueuil et de Châteauguay (Dieppe, 2 agosto 1626 – Montréal, febbraio 1685), è stato un esploratore francese.
Figlio di Pierre Le Moyne e Judith Du Chesne, a quindici anni si trasferì insieme ad una compagnia di Gesuiti nei territori Uroni del Canada francese, dove ebbe modo di imparare la lingua e gli usi dei nativi.
Nel 1645 intraprese la carriera militare e divenne interprete presso la guarnigione di Trois-Rivières.
L'anno seguente si stabilì a Ville-Marie (l'odierna Montréal) e ne divenne uno dei capi militari, intraprendendo varie scaramucce contro gli Irochesi.
Nel 1666 Le Moyne comandò con Pierre Picoté de Belestre gli abitanti di Ville-Marie che servirono d'avanguardia alla spedizione del governatore Daniel de Rémy de Courcelles contro gli Irochesi. Nell'autunno di quell'anno fu alla testa dei coloni di Montreal nella campagna condotta da Alexandre de Prouville de Tracy.
Nel 1672 in riconoscimento dei servigi resi Luigi XIV gli concesse il titolo di Signore di Longueuil, confermato da Louis de Buade de Frontenac e dall'intendente della Nuova Francia Jean Talon.
Alcuni dei suoi celebri figli furono Pierre, il fondatore di Biloxi e della Louisiana e Jean-Baptiste, fondatore di Mobile.